# SPRS (label)
SPRS (abréviation de SPinnin' Records Special) est un label discographique de musique électronique néerlandais.
Fondé en 2013, c'est l'un des 27 sous-labels de Spinnin' Records, créé spécialement pour les sorties de remixes de chansons, mais remplacé par Spinnin' Remixes en Août 2014. Depuis, SPRS pour les chansons soigneusement sélectionnées concernant le genre de house en général.
En plus des remix, le label accueille de nombreux artistes de la scène house et house progressive : Don Diablo, Alex Aark, Kryder, Sleepy Tom, Tim Mason ou encore Tom Staar y ont déjà signé.